# Народная партия (Бутан)
Наро́дная па́ртия Бута́на (англ. Bhutan Peoples' Party) — социал-демократическая партия Бутана, в настоящее время работающая в изгнании в Непале. Партия была основана 2 июня 1990 года в Западной Бенгалии. Это была первая политическая партия Бутана. Партия представляет бутанских граждан непальского происхождения (лхотшампа), которые считают себя жертвами дискриминации бутанской монархии и недостаточно представленными в органах власти страны.
Народная партия Бутана принимала участие в организации массовых акций протеста на юге страны в сентябре — октябре 1990 года, которые были подавлены. Партия была объявлена вне закона как террористическая группа и запрещена наравне с другими партиями этого направления.
9 сентября 2001 года основатель и первый лидер партии Р. К. Будатоки (R. K. Budathoki) был убит в лагере беженцев на востоке Непала.
Тем не менее, находившаяся в изгнании в Непале, Народная партия Бутана попросила зарегистрировать её в качестве кандидата на выборах после того, как правительство Бутана ввело многопартийную систему. Эта просьба была отклонена бутанской избирательной комиссией в январе 2008 года и партии запретили принимать участие в первых демократических выборах, состоявшихся в марте 2008 года. К участию в выборах были допущены только две монархические партии: Партия мира и процветания (DPT, Druk Phuensum Tshogpa) под руководством премьера Ханду Вангчука и Народная демократическая партия (PDP, People’s Democratic Party).